# 巴爾施特斯峰

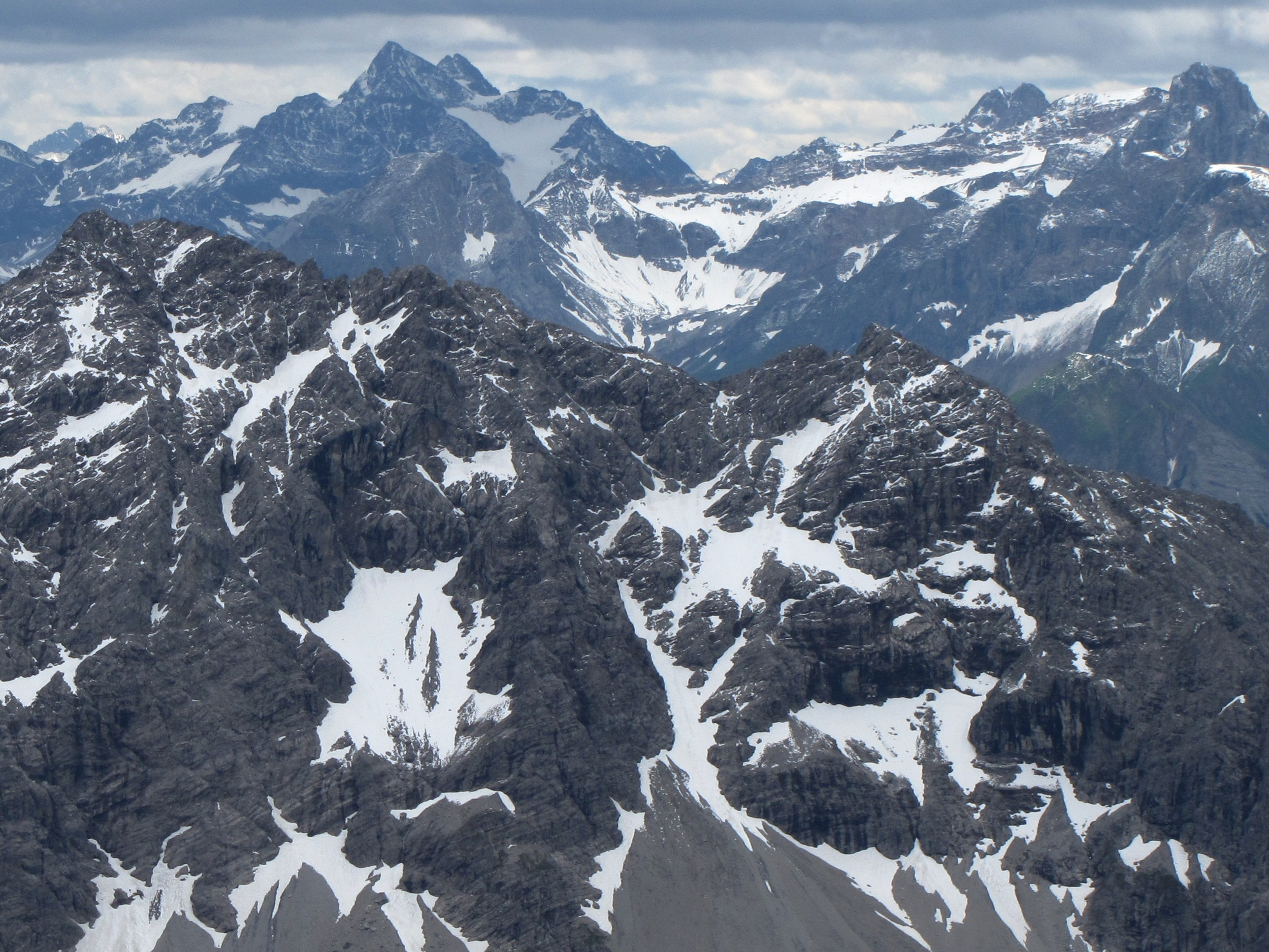

47°19′24″N 10°25′4″E / 47.32333°N 10.41778°E
巴爾施特斯峰（德語：Balschtespitze），是奧地利的山峰，位於該國西部，由蒂羅爾州負責管轄，屬於阿爾高阿爾卑斯山脈的一部分，海拔高度2,499米，每年平均降雨量1,730毫米。